# Анаи
Анаи Ђована Пуенте Портиља (шп. Anahí Giovanna Puente Portilla; Мексико Сити, 14. мај 1983) мексичка је глумица и певачица. Светску славу је постигла глумећи улогу Мие Колући у мексичкој хит теленовели Ребелде и као члан латино-поп феномена РБД. Анаи је, као солиста, продала више од 3 милиона копија свог албума „Мој делиријум”.

## Глумачка каријера
Своју глумачку каријеру Анаи је започела са само две године у Чикиладас (срп. Детињарије) шоу. Касније је играла у многобројним филмовима као што су „Nacidos Para Morir” и „Había Una Vez Una Estrella”. Касније је заблистала у неколико теленовела, укључујући Mujer, Casos de la Vida Real, Hora Marcada, Vivo por Elena и La Telaraña. У 2001. години играла је четрнаестогодишњу девојчицу, Ђована Луну, у теленовели Primer Amor заједно са Куном Бекером и Маурисјо Исласом. Ова тинејџерска сапуница је имала најбољи рејтинг те године. Године 2002. играла је Џесику у серији Луде Године, где је по први пут сарађивала са Алфонсо Ерером, Дулсе Маријом и Кристијан Чавезом са којима је касније била у бенду РБД. Две године касније, имала је једну од главних улога у хит тинејџерској теленовели Бунтовници (мексичка теленовела), која је оборила све рекорде гледаности у Мексику и приказивала се у преко 65 земаља света. Серија је римејк аргентинске верзије „Бунтовника”. Преко 400 епизода ове теленовеле су се емитовале од 2004. до 2006.
Пратећи успех „Бунтовника”, 2007. године, Телевиса је снимила серију са члановима бенда RBD — La Familia. Серија се базирала на стварним животима чланова бенда, али прича се никада није имала ниједну додирну тачку са „Бунтовницима”. Серија је имала само 13 епизода. Анаи је марта 2009. године због нагих сцена одбила главну улогу са глумцем Вилијамом Левијем у теленовели Магична привлачност. Четири године после последњег појављивања на малим екранима, Анаи прихвата главну улогу у теленовели Двоструки живот. Снимање је почело у априлу 2011. године, а премијера је била 27. јуна, док је крај серије предвиђен за фебруар 2012. године.
Осим што је једна од највећих звезди Латинске Америке, она је и велики хуманиста. Има своју фондацију која помаже сиромашној деци широм Мексика. Велики је обожавалац фудбалског генија Лионела Месија. Недавно је за један мексички магазин изјавила како јој Меси даје инспирацију, како је и поред здравствених проблема успео у свему, као и да је он понос целе Латинске Америке. Поред свега, Анахи је и креатор. Има своју модну линију, као и продавнице широм Мексика. Верена је и срећно заљубљена у свог дечка Мануела Веласка, са ким планира и венчање у новембру. Мануел Веласко је гувернер савезне мексичке државе Чиапас. Она је изјавила како ће се после венчања повући из медија на пар година да би се посветила приватном животу.

## Музичка каријера
Анаи је први солистички албум издала 1993. године под називом „Анаи." Касније те године, на тржиште је стигао њен други албум под називом „¿Hoy Es Mañana?” (срп. „Данас је сутра?”). До 2008. снимила је још два. Због успеха који је постигла серија Ребелде, продуценти су одлучили бенд РБД из серије претворити у стварност. Захваљујући њима, створен је један од најуспешнијих бендова у историји музике. РБД је продао преко 15.000.000 албума и одржали су неколико великих турнеја широм света. Светска сензација, како су понекад звали бенд, распао се 2009. године. Анаи је након тога издала нови албум под називом Мој делиријум 24. новембра 2009. године. Диск је за само недељу дана достигао славу светских размера, обарајући рекорде продаје у Сједињеним Државама, Бразилу, Мексику, Аргентини, Чилеу, Новом Зеланду, Француској, Немачкој, Словенији, Србији, Колумбији и Венецуели, међу осталим, где је постала први латино уметник у историји за дебитованим првим местом на националном нивоу продаје. Анаин диск је достигао славу неслућених размера, те је постала једна од ретких латино уметница која је свој урадак лансирала на светском нивоу. Данас, Анаине дискове можете пронаћи чак и у Кини. 2009. започиње турнеју Mi Delirio World Tour са којом је дословно обишла читав свет и потукла све рекорде, те се успела наћи као једина латино певачица на Билбордовој листи најуспешнијих турнеја, раме уз раме са Лејди Гагом и бендом Блек Ајд Пис. Затим је започела други део турнеје, под називом Mi Delirio World Tour Reloaded са којом је успела да пробије рекорде посећености и сопственог бенда у Бразилу, Аргентини, Шпанији и Румунији. Њена песма „Alergico” доживела је потпуни успех и постала најуспешнија песма било ког РБД члана на глобалном нивоу. Песма је остварила толики успех да је превазишла и нумеру Salvame коју је својевремено изводила док је била део бенда, а која се сматрала њиховом најуспешнијом песмом. Уједно, Alergico је био и најпродаванија песма за мање од 24 часа.Недавно је објавила и песму 'Libertad' коју је снимила са бившим РБД колегом Кристијаном Чавезом. Песма је за мање од три дана имала преко милиона прегледа из свих крајева света, позиционирајући се на првим местима чак и у земљама Блиског истока, попут Индије и Египта, као и првог места на глобалним нивоу.

## Повратак на сцену
Након дуже паузе, Анаи се у јуну вратила на музичку сцену. На додели Премиос Хувентуд награда у Мајамију, представила је публици повратнички сингл под називом Румба, на ком је сарађивала са познатим порториканским певачем Висином. Песма је примила позитивне критике и добро је прихваћена од стране публике. Спот је сниман дан након наступа, такође у Мајамију, а премијера је била на њеном јутјуб каналу 29. августа. У медије и међу фанове је доспела и информација да је дан након снимања спота за Румбу, Анаи снимила и спот за песму Бум Ча, дуетску нумеру са бразилском функ певачицом Зузуком Подеросом. И ако је нови албум најављиван за октобар, датум његовог изласка на тржиште је померен за наредну 2016. годину а за октобар је најављена премијера нове, горе поменуте песме. Међутим песма је заједно са спотом објављена тек 11. децембра на њеном јутјуб каналу, због чега су фанови дуго негодовали јер сматрају да су паузе које она прави и начин на који се понаша према фановима веома непримерени а за све криве њеног мужа који је политичар, и сматрају да због тога трпи и њена каријера. У низу интервјуа за латиноамеричке медије, које је Анаи дала при повратку на сцену, осврнула се на досадашњи рад али и на планове за будућност, где је између осталог рекла да једва чека да се врати у све земље које су је толико година подржавале, чиме је незванично најавила и турнеју. Уз Бум Ча, како је најављивано, фановима је требало да буде представљена и песма Ерес, коју је Анаи снимила са Хулионм Алварезом, али о тој песми се за сада ништа не зна.

### Теленовеле
| Година:    | Српски назив:   | Оригинални назив: | Улога:                   |
| ---------- | --------------- | ----------------- | ------------------------ |
| 2011.      | Двоструки живот |                   | Анхелика Естрада         |
| 2004—2006. | Бунтовници      |                   | Миа Колучи               |
| 2002—2003. | Луде године     |                   | Џесика Рикелме Брич      |
| 2000—2001. | /               |                   | Ђована Луна Гера         |
| 1999—2000. | /               |                   | Џесика Дуарте            |
| 1998.      | /               |                   | Наталија Талита Карвахал |
| 1997—1998. | /               |                   | Саманта                  |
| 1996—1997. | /               |                   | Мелиса Алварез           |
| 1995.      | Алондра         |                   | Маргарита Лебланс        |
| 1992.      | /               |                   | Клаудија                 |
| 1991.      | /               |                   | Бети                     |
| 1991.      | Себичне мајке   |                   | Габи                     |
| 1991.      | /               |                   | /                        |
| 1988—1989. | /               |                   | Пати                     |
| 1986.      | /               |                   | Наталија                 |

### Филмови
| Година: | Српски назив: | Оригинални назив: | Улога: |
| ------- | ------------- | ----------------- | ------ |
| 1999.   | /             |                   | Ана    |
| 1999.   | /             |                   | /      |
| 1992.   | /             |                   | /      |
| 1991.   | /             |                   | /      |
| 1989.   | /             |                   | Марија |
| 1989.   | /             |                   | /      |

### ТВ серије
| Година:    | Српски назив: | Оригинални назив: | Улога: |
| ---------- | ------------- | ----------------- | ------ |
| 2007.      | /             |                   | Ани    |
| 1997.      | /             |                   | /      |
| 1989.      | /             |                   | /      |
| 1989.      | /             |                   | /      |
| 1988—1993. | /             |                   | /      |
| 1986.      | /             |                   | /      |

## Дискографија

### Студијски албуми
| Година | Албум                                                 | Позиције positions      | Позиције positions      | Позиције positions  | Продаја |
| Година | Албум                                                 | Латино топ албуми (САД) | Латино поп албуми (САД) | Мексички топ албуми | Продаја |
| ------ | ----------------------------------------------------- | ----------------------- | ----------------------- | ------------------- | --- |
| 1996.  | - Формати: Касете, Компакт-диск                       | —                       | —                       | —                   | - Продаја (свет): >250.000 |
| 1997.  | - Формати: Касете, компакт-диск]                      | —                       | —                       | —                   | - Продаја (свет): > 400.000 |
| 2000.  | - Формати: Касете, компакт-диск, дигитално преузимање | —                       | —                       | —                   | - Продаја (свет): > 800.000 |
| 2009.  | - Формати: Компакт-диск, дигитално преузимање         | 1                       | 2                       | 1                   | - Продаја у Мексику: 550,000+ - Продаја у свету: > 3.000.000 - Делукс верзија албума издата годину дана касније: > 1.500.000 на светском нивоу. |

## Турнеје
Анаи је у солистичкој каријери после бенда РБД имала четири турнеје широм света, са којом је посетила више од 30 градова света, превазилазећи посећености које је имала са бендом Ребелде.